# Williamsburg (Virginia)
Williamsburg está situada en la Mancomunidad de Virginia, la cual incluye Jamestown y Yorktown, es uno de los destinos turísticos más populares en los Estados Unidos, con Williamsburg situado en el centro. Las tres ciudades están unidas por un paraje natural de 37 km de longitud, utilizado con vistas a un desarrollo comercial. En esta zona se pueden encontrar diversos medios de transporte rodado y fluvial.
Muchos de los viajeros llegan a Williamsburg a través de la Interestatal 64, la ruta US60 y la ruta estatal 143. El servicio aéreo comercial, está disponible en el aeropuerto Internacional de Williamsburg (a pocos kilómetros de distancia), el aeropuerto de Norfolk y el aeropuerto de Richmond. Además cuenta con servicio de limusina y de un servicio de alquiler de coches.
Williamsburg ofrece otros tipos de transporte que no son en automóvil para visitantes y ciudadanos. El intermodal en la estación del Amtrak de Williamsburg, está situado y restaurado en donde se encontraba la línea de trenes Chesapeake-Ohio, cerca del centro histórico, la ciudad baja y el colegio. Ofrece el servicio de Amtrak, Metro Greyhound, taxis, y alquiler de vehículos. Muchos de los visitantes, llegan a la ciudad por autobuses del Área de transporte de Williamsburg, que opera con autobuses renovados.

## Historia de Williamsburg

### Siglo XVII
El área de Plantación Media fue incluida dentro del condado de la ciudad de James cuando fue establecido en 1634, pues la colonia alcanzó una población total de aproximadamente 5000 habitantes. (La ciudad de James cambió su nombre por el de condado de la ciudad de James). La empalizada defensiva que atraviesa la península, construida en 1634, era una parte integral de la creación de la Plantación Media, aunque su ruta exacta es desconocida. Los vestigios que se han descubierto recientemente por los arqueólogos, sobre la Propiedad Escolar de Heights Bruton adyacente al yacimiento de la casa del Gobernador John Page, al trabajar sobre un proyecto de investigación arqueológica sobre el Williamsburg colonial.
Jamestown, que había sido la capital original de la colonia de Virginia, permanecía como tal hasta su quema durante la  rebelión de Bacon en 1676. Inmediatamente después de que el control fuese recuperado por el gobernador Guillermo Berkeley, los cuarteles temporales para la sede para las funciones del gobierno fue establecido cerca de 12 millas en la alta tierra en la Plantación Media mientras que el Ayuntamiento de Jamestown fue reconstruido. Los ciudadanos encontraron los alrededores más seguros y más agradables ambientalmente que Jamestown, que era bochornoso y plagado de mosquitos.
Una escuela superior había sido una de las aspiraciones de los colonos desde siempre. La localización en las cercanías de la parte desarrollada de la colonia, la había dejado más vulnerable al ataque. En los años 1690, los colonos intentaron otra vez y enviaron al reverendo James Blair, quién pasó varios años en Inglaterra y finalmente obtuvo una carta real para construir la deseada escuela nueva , que fue nombrada Universidad de William y Mary en honor de los monarcas de aquel tiempo. Cuando el reverendo Blair volvió a Virginia, la escuela fue fundada en un lugar seguro, dentro de la Plantación Media 1693. Las clases comenzaron en los alojamientos en 1694, mientras el edificio de la Universidad, estaba bajo construcción.
Cuatro años más tarde, el ayuntamiento fue reconstruido en Jamestown tras ser quemado otra vez (en 1698), en esta oportunidad accidentalmente. El gobierno se volvió a situar temporalmente en la Plantación Media, pero ahora gozó del uso de las instalaciones de la Universidad, además de un clima mejor. Después  de ese incendio, a sugerencia de los estudiantes de la universidad, la capital colonial fue movida permanentemente a la Plantación Media en 1699. La Plantación Media fue retitulada como Williamsburg en honor del rey Guillermo III de Inglaterra.

### Siglo XVIII
Después de su designación como Capital de la Colonia, se hizo la disposición inmediata para la construcción de un capitolio.
Alexander Spotswood, que llegó a Virginia como asistente del gobernador en 1710, asistió a la construcción edificios adicionales de la universidad, una iglesia, y un compartimiento para el almacenaje. En 1722, Williamsburg fue concedida a carta real como ciudad.
Williamsburg fue el lugar en el que fue construido el primer canal de los Estados Unidos. En 1771, Dunmore, el gobernador real de Virginia, anunció planes para conectar la Cala del Arquero, que conduce al río James con la cala de la Reina, navegando hacia el río de York. Habría sido un puente del agua a través de la península de Virginia, pero no llegó a ser terminado. Las porciones de los restos de este canal son visibles detrás del palacio del gobernador adentro de la colonia de Williamsburg.
El primer hospital psiquiátrico en Estados Unidos fue construido en la ciudad en 1770. El “Hospital Público para las Personas con Mentes Insanas y Desordenadas” (conocido en épocas más modernas como Hospital del Este del Estado), fue establecido por el acto de la legislatura colonial de Virginia del 4 de junio de 1770. El centro era para el "Aprovisionamiento del Soporte y Mantenimiento de Idiotas, Lunáticos y otras personas con mentes insanas”. Se designaron, en la casa de ciudadanos, a una corte de quince hombres, encargados de supervisar las operaciones y las admisiones del futuro hospital. En 1771, el contratista Benjamin Powell construyó un edificio en la calle de Francis cerca de la universidad, capaz de albergar 24 pacientes. El diseño de las tierras incluía “yardas para que los pacientes caminen y tomen el aire” y una buena previsión para mantener a los pacientes alejados de la ciudad.
Comenzando el mes de abril de 1775, se generó un conflicto con el gobernador Juan Murray por la pólvora de los colonos de Virginia (almacenada en el compartimiento de Williamsburg), que representa un acontecimiento importante en la revolución americana. Dunmore, temiendo otra rebelión, ordenó a infantes de marina reales sacar la pólvora del compartimiento. La Milicia de Virginia, es conducida por Patrick Henry, respondiendo al hurto de Williamsburg. Dunmore amenazó con destruir la ciudad si era atacado por la milicia. El conflicto fue resuelto cuando el pago de la pólvora fue solventado.
Después de la declaración de independencia de Estados Unidos, la guerra revolucionaria americana explotó en 1776. Durante la guerra, en 1780, la capital de Virginia fue movida otra vez, a Richmond en el mandato del entonces gobernador de Virginia Thomas Jefferson, que estaba preocupado por que la localización de Williamsburg era vulnerable a un ataque de los Británicos. Sin embargo, durante la guerra revolucionaria se llevaron a cabo muchas convenciones importantes en Williamsburg.

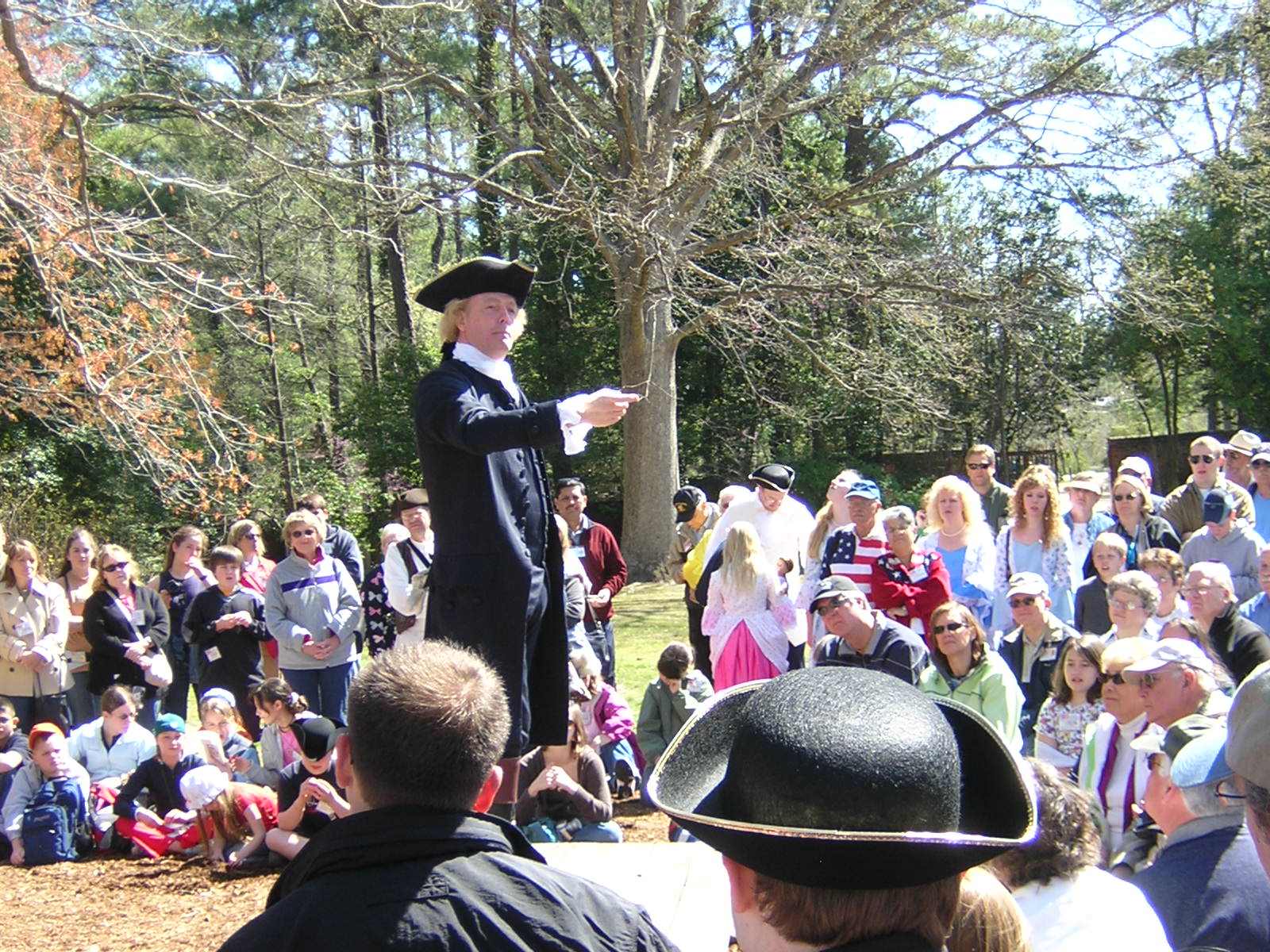
Recreación histórica.

### Siglo XIX
Tras dejar de ser capital, después de 1780, Williamsburg también perdió la relevancia, pero no al grado que Jamestown tenía 81 años antes. Durante los siglos XVIII y XIX el transporte en la colonia era en gran parte por canales y ríos navegables. Williamsburg no está situada a lo largo de un canal importante como muchas comunidades tempranas en los Estados Unidos. Los Ferrocarriles que comenzaban a tenderse en los años 1830 tampoco llegaron tempranamente a la ciudad.
Parecía que las actividades económicas principales de Williamsburg habían sido el gobierno y la universidad, así como el Hospital Público para las Personas de Mentes Insanas y Desordenadas. La universidad y el hospital crecieron, con éste último, conocido recientemente como Hospital del este del estado.   

#### Guerra Civil Americana
El área de Williamsburg tomó una cierta actividad durante la campaña de la península de la guerra civil americana (1861-1865), notablemente en la batalla de Williamsburg, iniciada el 5 de mayo de 1862, a los mandos del general George B. McClellan, las tropas se posicionaron sobre de la península para poner sitio a Richmond. Las fuerzas confederadas, con base en la fortaleza Magruder, tuvieron grandes retrasos en comparación a las fuerzas de la unión durante bastante tiempo. El sitio resultó, culminando en la Batalla de los Siete Días, y la campaña de Mc Clellan falló. Consecuentemente, la guerra duró casi tres años, con un gran coste de vidas y finanzas para ambos lados, en fecha cercana al momento en que la unión fuera restaurada en abril de 1865.

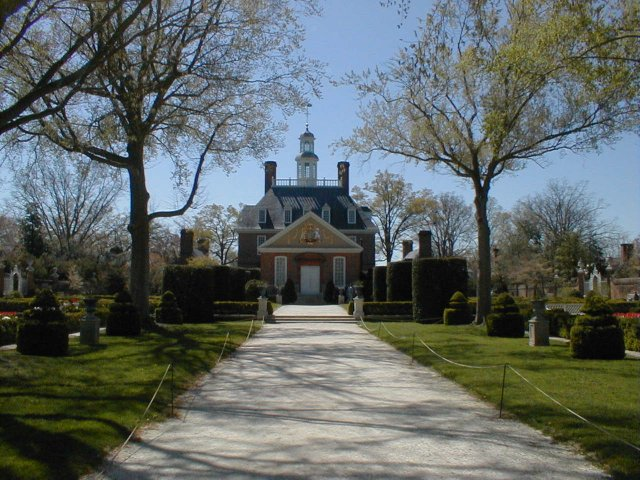
Edificio de Backpalace, Williamsburg.

#### Postguerra
Cerca de 20 años más tarde, en 1881, el ferrocarril de Collis P. Huntington, Chesapeake y Ohio (C&O) construyó en el área seis estaciones en Williamsburg y alrededores. Este recorrido servía para el transporte de pasajeros y para el comercio con granjeros locales, pero el ferrocarril había sido construido sobre todo, para el tráfico de carbón destinado para el embarcadero y su exportación en Newport.
Se da por supuesto que había actividades en curso en la universidad de William y Mary. Sin embargo, las sesiones de la escuela fueron suspendidas temporalmente por razones financieras desde 1882 hasta 1886, cuando la universidad se convirtió en una escuela pública.
Comenzando los años 90, el agente de tierra de C&O Carl M. Bergh, quién había cultivado anteriormente en los estados del Medio Oeste, dado el clima más apacible de Virginia del este y de los precios de la posguerra, que eran atractivos para los compañeros escandinavos quienes ya cultivaban en otras zonas norteñas del país. Bergh comenzó a promover la región, y a vender tierras. Pronto había una concentración sustancial de americanos. La localización conocida anteriormente como el apeadero de Vaiden, en el ferrocarril, apenas al oeste de Williamsburg, dentro del Condado de James City, fue retitulado con el nombre de Norge. Estos ciudadanos y sus descendientes encontraron unas condiciones favorables según lo descrito por Bergh, y muchos se hicieron comerciantes, contratistas y granjeros principales en la comunidad. Estos americanos trasplantados trajeron una nueva sangre y entusiasmo a la vieja área colonial del capitolio.

### Siglos XX y XXI
Williamsburg seguía siendo una pequeña ciudad somnolienta a principios de siglo XX. Algunas de las más nuevas estructuras fueron entremezcladas con los edificios de la era colonial, pero la ciudad era mucho menos progresista que otras comunidades de tamaño similar en Virginia. Un cierto saber local indicaba que los residentes estaban satisfechos con esta mezcla. El 26 de junio de 1912, el diario sacó un editorial que denunciaba que era día de elección en Williamsburg pero que nadie lo había recordado. El vendedor se olvidó de sacar el tablero electoral y el tablero electoral no podría prepararse con bastante tiempo para imprimir las papeletas.
Sin embargo, aunque tal satisfacción personal era común, un sueño de un sacerdote episcopalista era ampliar para cambiar el futuro de Williamsburg y para proporcionar un nuevo propósito importante, dando vuelta al mundo el Museo Viviente. En el temprano S.XX, una de las restauraciones históricas más grandes emprendidas siempre dondequiera en el mundo fue defendido por el Dr.W.A.R. Goodwin de Williamsburg de la iglesia de la parroquia de Bruton. Inicialmente, el Dr. Goodwin quería salvar el edificio histórico de la iglesia, y lo logró antes de 1907, para el 300º aniversario de la fundación de la iglesia episcopal en los Estados Unidos de América en Virginia. Sin embargo, para devolver a Williamsburg en 1923 la porción de un número de años en el interior de Nueva York, él comenzó a comprender que muchos otros edificios de era colonial también seguían en pie, pero estaban en condición de deterioro y su longevidad estaba en riesgo.
Goodwin soñaba con una restauración mucho más grande a lo largo de las líneas de lo que él había logrado con su iglesia histórica. Un clérigo de medios modestos, buscó la ayuda y el financiamiento de un buen número de fuentes antes de obtener la atención y la ayuda financiera principal del heredero y filántropo Juan D. Rockefeller y de su esposa Abby Aldrich Rockefeller. El resultado de sus esfuerzos combinados fueron la creación de un Williamsburg colonial, que incluyó la restauración del área céntrica de Williamsburg con la creación de un área histórica de 121 hectáreas.
En el siglo XXI, Williamsburg ha continuado poniendo al día y refinando sus atracciones, con más características diseñadas para atraer a niños modernos y para ofrecer una interpretación mejor y adicional de la experiencia afroamericana en la ciudad colonial. Apenas poco después de que el trabajo del Dr. Goodwin comenzara, el esfuerzo de mantener y mejorar a esta parte de la historia de Virginia y de Estados Unidos sigue siendo un progreso notable.
Además del área histórica de Williamsburg colonial, la estación del ferrocarril de la ciudad fue restaurada para convertirse en una intermodal (véase la sección del transporte abajo). Cerca en condado de la ciudad de James, el viejo apeadero de la combinación del ferrocarril de C&O y estación de la carga en Norge fue preservado y después de la donación del transporte del CSX, fue vuelto a poner en marcha en 2006.
Hoy, Williamsburg es la atracción turística más grande de Virginia basada sobre la atención y forma la pieza central del triángulo histórico con Jamestown y Yorktown unido por Parkway. También merece una visita el Jardín Botánico de Williamsburg.